# Campeonato Peruano de Fútbol de 1940
El Campeonato Peruano de Fútbol de 1940, denominado como «XXIV Campeonato de la División de Honor de la Liga Nacional de Football», fue la edición número 24 de la Primera División del Perú y la 14ª edición de la FPF. Contó con la participación de 8 equipos y el campeón nacional fue Deportivo Municipal. Mientras que Sucre FC y Ciclista Lima descendieron a jugar la liguilla de promoción. 
En 1940 el ascenso de 'Muni' era evidente. Con cinco años de vida, el cuadro de la comuna había logrado subir a la máxima categoría y un título en la Liga de Lima y Callao. Tenía un plantel sostenido por buenas figuras, que se crecían en las jornadas gravitantes, pero aún le faltaba el gran ídolo. Ese puesto tuvo nombre recién desde esa temporada, la primera en la que Roberto Drago Burga vistió la franja edil, debutando con goleada y con un título que fue el primer paso hacia su consagración como uno de los grandes del fútbol nacional.

## Formato
El torneo se jugó a dos ruedas y se otorgaba tres puntos por partido ganado, dos puntos por partido empatado y un punto por partido perdido. G: 3, E: 2, P: 1, walkover: 0.

## Ascensos y descensos
| Posición | Ganador de final entre campeones de · Lima y Callao de 1939 |
| -------- | ----------------------------------------------------------- |
| 1º       | Alianza Lima                                                |

| Posición | Descendido de Primera División 1939 |
| -------- | ----------------------------------- |
| 8º       | Atlético Córdoba                    |

## Equipos participantes
| Club                      | Ciudad |
| ------------------------- | ------ |
| Alianza Lima              | Lima   |
| Atlético Chalaco          | Callao |
| Ciclista Lima             | Lima   |
| Deportivo Municipal       | Lima   |
| Sport Boys                | Callao |
| Sporting Tabaco           | Lima   |
| Sucre FBC                 | Lima   |
| Universitario de Deportes | Lima   |

## Tabla de posiciones
| P | Equipo                    | PJ | PG | PE | PP | GF | GC | DG  | PTS |
| - | ------------------------- | -- | -- | -- | -- | -- | -- | --- | --- |
| 1 | Deportivo Municipal       | 14 | 8  | 2  | 4  | 29 | 21 | +8  | 32  |
| 2 | Universitario de Deportes | 14 | 6  | 4  | 4  | 29 | 19 | +10 | 30  |
| 3 | Alianza Lima              | 14 | 6  | 4  | 4  | 23 | 14 | +9  | 30  |
| 4 | Atlético Chalaco          | 14 | 6  | 3  | 5  | 23 | 28 | -5  | 29  |
| 5 | Sport Boys                | 14 | 6  | 1  | 7  | 27 | 23 | +4  | 27  |
| 6 | Sporting Tabaco           | 14 | 5  | 3  | 6  | 25 | 23 | +2  | 27  |
| 7 | Sucre FBC                 | 14 | 6  | 0  | 8  | 22 | 27 | -5  | 26  |
| 8 | Ciclista Lima             | 14 | 3  | 3  | 8  | 23 | 43 | -20 | 23  |

|  | Campeón               |
|  | Liguilla de Promoción |

## Resultados
Todos los partidos se jugaron en el Antiguo Estadio Nacional de Lima y en el Estadio Modelo de Bellavista del Callao.
| Local \ Visitante   | ALI | CHA | CIC | MUN | SBA | TAB | SUC | UNI |
| ------------------- | --- | --- | --- | --- | --- | --- | --- | --- |
| Alianza Lima        |     | 1–1 | 5–1 | 4–0 | 3–2 | 0–0 | 0–1 | 0–0 |
| Atlético Chalaco    | 2–1 |     | 1–1 | 1–4 | 4–1 | 3–2 | 2–1 | 2–1 |
| Ciclista Lima       | 2–2 | 4–0 |     | 1–1 | 3–5 | 1–4 | 6–4 | 1–5 |
| Deportivo Municipal | 2–1 | 4–1 | 4–0 |     | 2–2 | 3–2 | 1–2 | 2–1 |
| Sport Boys          | 1–3 | 0–1 | 1–2 | 1–2 |     | 2–1 | 2–1 | 5–0 |
| Sporting Tabaco     | 0–2 | 4–3 | 2–1 | 2–1 | 0–1 |     | 4–1 | 1–1 |
| Sucre               | 0–1 | 3–1 | 2–0 | 3–2 | 0–2 | 2–1 |     | 1–2 |
| Universitario       | 2–0 | 1–1 | 7–0 | 0–1 | 4–2 | 2–2 | 3–1 |     |

#### Fecha 1
Los partidos se jugaron el 12 de mayo de 1940.
| Equipo 1            | Resultado | Equipo 2         |
| ------------------- | --------- | ---------------- |
| Alianza Lima        | 0–0       | Universitario    |
| Sporting Tabaco     | 2–1       | Ciclista Lima    |
| Deportivo Municipal | 4–1       | Atlético Chalaco |
| Sport Boys          | 2–1       | Sucre            |

#### Fecha 2
Los partidos se jugaron el 19 de mayo de 1940.
| Equipo 1            | Resultado | Equipo 2         |
| ------------------- | --------- | ---------------- |
| Sporting Tabaco     | 4–3       | Atlético Chalaco |
| Alianza Lima        | 0–1       | Sucre            |
| Deportivo Municipal | 2–2       | Sport Boys       |
| Universitario       | 7–0       | Ciclista Lima    |

#### Fecha 3
Los partidos se jugaron el 26 de mayo y el 16 de junio de 1940.
| Equipo 1        | Resultado | Equipo 2            |
| --------------- | --------- | ------------------- |
| Sucre           | 3–2       | Deportivo Municipal |
| Sporting Tabaco | 1–1       | Universitario       |
| Sport Boys      | 0–1       | Atlético Chalaco    |
| Ciclista Lima   | 2–2       | Alianza Lima        |

#### Fecha 4
Los partidos se jugaron el 23 de junio de 1940.
| Equipo 1      | Resultado | Equipo 2            |
| ------------- | --------- | ------------------- |
| Sucre         | 3–1       | Atlético Chalaco    |
| Ciclista Lima | 3–5       | Sport Boys          |
| Alianza Lima  | 0–0       | Sporting Tabaco     |
| Universitario | 0–1       | Deportivo Municipal |

#### Fecha 5
Los partidos se jugaron el 29 de junio y el 30 de junio de 1940.
| Equipo 1            | Resultado | Equipo 2         |
| ------------------- | --------- | ---------------- |
| Sport Boys          | 1–3       | Alianza Lima     |
| Universitario       | 1–1       | Atlético Chalaco |
| Sucre               | 2–0       | Ciclista Lima    |
| Deportivo Municipal | 3–2       | Sporting Tabaco  |

#### Fecha 6
Los partidos se jugaron el 7 de julio de 1940.
| Equipo 1      | Resultado | Equipo 2            |
| ------------- | --------- | ------------------- |
| Universitario | 3–1       | Sucre               |
| Sport Boys    | 2–1       | Sporting Tabaco     |
| Ciclista Lima | 4–0       | Atlético Chalaco    |
| Alianza Lima  | 4–0       | Deportivo Municipal |

#### Fecha 7
Los partidos se jugaron el 14 de julio de 1940.
| Equipo 1            | Resultado | Equipo 2         |
| ------------------- | --------- | ---------------- |
| Universitario       | 4–2       | Sport Boys       |
| Sporting Tabaco     | 4–1       | Sucre            |
| Deportivo Municipal | 4–0       | Ciclista Lima    |
| Alianza Lima        | 1–1       | Atlético Chalaco |

#### Fecha 8
Los partidos se jugaron el 29 de julio de 1940.
| Equipo 1         | Resultado | Equipo 2            |
| ---------------- | --------- | ------------------- |
| Sucre            | 0–1       | Alianza Lima        |
| Sport Boys       | 1–2       | Deportivo Municipal |
| Ciclista Lima    | 1–5       | Universitario       |
| Atlético Chalaco | 3–2       | Sporting Tabaco     |

#### Fecha 9
Los partidos se jugaron el 4 de agosto de 1940.
| Equipo 1         | Resultado | Equipo 2            |
| ---------------- | --------- | ------------------- |
| Universitario    | 2–2       | Sporting Tabaco     |
| Alianza Lima     | 5–1       | Ciclista Lima       |
| Atlético Chalaco | 4–1       | Sport Boys          |
| Sucre            | 2–1       | Deportivo Municipal |

#### Fecha 10
Los partidos se jugaron el 11 y 18 de agosto de 1940.
| Equipo 1            | Resultado | Equipo 2      |
| ------------------- | --------- | ------------- |
| Deportivo Municipal | 2–1       | Universitario |
| Sporting Tabaco     | 0–2       | Alianza Lima  |
| Ciclista Lima       | 2–1       | Sport Boys    |
| Atlético Chalaco    | 2–1       | Sucre         |

#### Fecha 11
Los partidos se jugaron el 24 y 25 de agosto de 1940.
| Equipo 1         | Resultado | Equipo 2            |
| ---------------- | --------- | ------------------- |
| Alianza Lima     | 3–2       | Sport Boys          |
| Ciclista Lima    | 6–4       | Sucre               |
| Atlético Chalaco | 2–1       | Universitario       |
| Sporting Tabaco  | 2–1       | Deportivo Municipal |

#### Fecha 12
Los partidos se jugaron el 29 de agosto y 1 de setiembre de 1940.
| Equipo 1            | Resultado | Equipo 2      |
| ------------------- | --------- | ------------- |
| Sporting Tabaco     | 0–1       | Sport Boys    |
| Sucre               | 1–2       | Universitario |
| Atlético Chalaco    | 1–1       | Ciclista Lima |
| Deportivo Municipal | 2–1       | Alianza Lima  |

#### Fecha 13
Los partidos se jugaron el 8 y 15 de setiembre de 1940.
| Equipo 1         | Resultado | Equipo 2            |
| ---------------- | --------- | ------------------- |
| Sport Boys       | 5–0       | Universitario       |
| Sucre            | 2–1       | Sporting Tabaco     |
| Atlético Chalaco | 2–1       | Alianza Lima        |
| Ciclista Lima    | 1–1       | Deportivo Municipal |

#### Fecha 14
Los partidos se jugaron el 24 de setiembre de 1940.
| Equipo 1         | Resultado | Equipo 2            |
| ---------------- | --------- | ------------------- |
| Sucre            | 0–2       | Sport Boys          |
| Ciclista Lima    | 1–4       | Sporting Tabaco     |
| Universitario    | 2–0       | Alianza Lima        |
| Atlético Chalaco | 1–4       | Deportivo Municipal |

## Campeón
|                               |
| Campeón Nacional              |
| Deportivo Municipal 2° título |

## Liguilla de Promoción
Se jugó a una sola rueda con los dos peores equipos de la Primera División (Sucre y Ciclista) y los campeones de la Primera División de la Liga de Lima (Santiago Barranco) y de la Liga del Callao (Telmo Carbajo).
| P | Equipo            | PJ | PG | PE | PP | GF | GC | DG  | PTS |
| - | ----------------- | -- | -- | -- | -- | -- | -- | --- | --- |
| 1 | Sucre FBC         | 3  | 3  | 0  | 0  | 16 | 2  | +14 | 6   |
| 2 | Telmo Carbajo     | 3  | 1  | 1  | 1  | 5  | 9  | -4  | 3   |
| 3 | Santiago Barranco | 3  | 1  | 1  | 1  | 6  | 6  | 0   | 3   |
| 4 | Ciclista Lima     | 3  | 0  | 0  | 3  | 2  | 12 | -10 | 0   |

### Resultados
| Local \ Visitante | CIC | SAN | SUC | TEL |
| ----------------- | --- | --- | --- | --- |
| Ciclista Lima     |     | —   | 0–7 | —   |
| Santiago Barranco | 2–1 |     | —   | —   |
| Sucre             | —   | 3–2 |     | 6–0 |
| Telmo Carbajo     | 3–1 | 2–2 | —   |     |

#### Fecha 1
Los partidos se jugaron el 23 de marzo de 1941.
| Equipo 1      | Resultado | Equipo 2          |
| ------------- | --------- | ----------------- |
| Telmo Carbajo | 3–1       | Ciclista Lima     |
| Sucre         | 3–2       | Santiago Barranco |

#### Fecha 2
Los partidos se jugaron el 30 de marzo de 1941.
| Equipo 1          | Resultado | Equipo 2      |
| ----------------- | --------- | ------------- |
| Sucre             | 6–0       | Telmo Carbajo |
| Santiago Barranco | 2–1       | Ciclista Lima |

#### Fecha 3
Los partidos se jugaron el 6 de abril de 1941.
| Equipo 1      | Resultado | Equipo 2          |
| ------------- | --------- | ----------------- |
| Ciclista Lima | 0–7       | Sucre             |
| Telmo Carbajo | 2–2       | Santiago Barranco |

Desempate 2.º lugar
| 14 de abril de 1941 | Telmo Carbajo | 3:2 | Santiago Barranco | Estadio Nacional, Lima |  |

|  | Pasa a Primera División de 1941               |
|  | Pasa a Liga Regional de Lima y Callao de 1941 |

## Máximos goleadores
| Jugador           | Equipo                    | Goles |
| ----------------- | ------------------------- | ----- |
| Lolo Fernández    | Universitario de Deportes | 15    |
| Leopoldo Quiñónez | Deportivo Municipal       | 12    |
| Manuel Vallejos   | Sporting Tabaco           | 9     |
| Jorge Cabrejos    | Deportivo Municipal       | 9     |
| Carlos Valdivia   | Sport Boys                | 8     |